# 亦叶亦花
《亦叶亦花》，是P.A.Works动画公司联合DMM.com，兩者共同企划的多媒体動畫，於2024年7月開始播出。也是繼來自繽紛世界的明日之後，P.A. Works原创的第五部青春群像剧。

## 剧情
以群馬縣為舞台，講述六位女高中生參與各種應援活動的青春劇。她們的啦啦隊成員各具特色，透過純真的心來支持他人，給予人們感動。

## 登場人物
美空彼方（聲：中川梨花）
鷹之咲高中1年級。喜歡啦啦隊。就讀國中時期在啦啦隊比賽獲得全國冠軍。目標是和好友惠深一起在高中獲得全國冠軍。
小父內涼葉（聲：中島由貴）
櫻城女學園高中1年級。外來生。面無表情、沉默寡言的性格。為了縮短上學時間而跑酷。手不太靈巧，一次性筷子掰不開，運動鞋的鞋帶也系不好。
杏那·阿威羅（聲：武田羅梨沙多胡）
御前嘴高中1年級的歸國子女。生長在巴西，母親是日本人，本名為「杏那·阿威羅·中村·多斯·桑托斯·莫雷拉·庫西提尼（Anna Aveiro Nakamura dos Santos Moreira Cuccittini）」。善於製造氣氛，有明確的自我主張，會毫不猶豫地說出自己的想法。擅長防身術卡波耶拉。喜歡音樂。
大谷穩花（聲：石見舞菜香）
御前嘴高中1年級。喜歡瑜伽、印度和哲學。座右銘是平靜無事，但總是被青梅竹馬的杏那耍得團團轉。
谷崎詩音（聲：佳原萌枝）
櫻城女學園高中1年級。內部生。父親是綜合醫院的下任院長，母親是模特出身的千金小姐。由於身高很高，作為藝術體操選手活躍著，在坊間被稱為「沼田的妖精」。
海音寺惠深（聲：伊藤美來）
沼田的寺廟舒倫寺的女兒。國中時是啦啦隊的部長，在大賽中因病住院。現在一邊康復一邊在家療養。為了和對方的約定，以進入鷹之咲高中為目標學習，不懈怠的努力家。
伊澤野莓（聲：田所梓）
鷹之咲高中2年級生。是強豪（HAWK）啦啦隊的部長，在沒有專業教練的情況下，只用1年時間培養成全國大賽常客。
生天目華（聲：北原侑奈）
鷹之咲高中2年級生。擔任啦啦隊的最熱門人物。雖然很任性，自尊心很強，但是為了讓自己繼續成為A隊的第一名，而努力不懈怠。
神崎柊（聲：逢田梨香子）
鷹之咲高中2年級生。身材高挑，堪比模特。
櫛田雅（聲：芹澤優）
鷹之咲高中讓觀眾目不暇接的舞蹈和舞蹈專家。

## 製作人員
- 原作：Narenare Project
- 導演、劇本統籌：柿本廣大
- 人物原案：高田友美
- 人物設定、總作畫監督：關口可奈味、三浦菜奈
- 動畫製作：P.A. Works[3]
- 製作：亦叶亦花製作委員會

## 主題曲
片頭曲Cheer for you！
主唱：PoMPoMs（美空彼方（中川梨花）、小父內涼葉（中島由貴）、杏那·阿維羅（武田羅梨沙多胡）、大谷穩花（石見舞菜香）、谷崎詩音（佳原萌枝）、海音寺惠深（伊藤美來）），作詞、作曲：北川悠仁，編曲：PRIMAGIC
片尾曲
with（第1、2、4—11話）
主唱：PoMPoMs（美空彼方（中川梨花）、小父內涼葉（中島由貴）、杏那·阿維羅（武田羅梨沙多胡）、大谷穩花（石見舞菜香）、谷崎詩音（佳原萌枝）、海音寺惠深（伊藤美來）），作詞：北川悠仁，作曲、編曲：北川悠仁、PRIMAGIC
YOU for YOU（第3話）
主唱：PoMPoMs（美空彼方（中川梨花）、小父內涼葉（中島由貴）、杏那·阿維羅（武田羅梨沙多胡）、大谷穩花（石見舞菜香）、谷崎詩音（佳原萌枝）、海音寺惠深（伊藤美來）），作詞、作曲、編曲：藤井健太郎（HANO）
第9話用作插曲使用。
（第12話）
主唱：PoMPoMs（美空彼方（中川梨花）、小父內涼葉（中島由貴）、杏那·阿維羅（武田羅梨沙多胡）、大谷穩花（石見舞菜香）、谷崎詩音（佳原萌枝）、海音寺惠深（伊藤美來）），作詞、作曲：北川悠仁，編曲：PRIMAGIC
插入曲
go your way（第1話）
主唱、作詞：mido（HANO），作曲、編曲：新田目駿（HANO）
（第2、8話）
主唱：
第8話：小父內涼葉（中島由貴）、谷崎詩音（佳原萌枝）
作詞、作曲、編曲：藤井健太郎（HANO）
（第5話）
主唱：PoMPoMs（美空彼方（中川梨花）、小父內涼葉（中島由貴）、杏那·阿維羅（武田羅梨沙多胡）、大谷穩花（石見舞菜香）、谷崎詩音（佳原萌枝）、海音寺惠深（伊藤美來）），作詞：新谷風太，作曲、編曲：青木宏憲

## 各話列表
| 話數   | 標題                                            | 劇本       | 分鏡               | 演出                       | 作畫監督                                                                       | 首播日期      |
| ------ | ----------------------------------------------- | ---------- | ------------------ | -------------------------- | ------------------------------------------------------------------------------ | ------------- |
| 第1話  | 屈體空翻一次轉體一次 劈叉跳一次直體空中轉體一次 | 柿本廣大   | 柿本廣大           | 阿部百合子                 | 天野和子、中山美雪、小野和美                                                   | 2024年 7月7日 |
| 第2話  | 就這種感覺…                                     | 柿本廣大   | 西田正義、柿本廣大 | 平向智子                   | 田中未来、小野和美、小笠原忧、田中沙纪、迫江沙罗、Choi So-jeong、Lee san jin   | 7月14日       |
| 第3話  | 一直都是这副表情                                | 綾奈由仁子 | 今泉賢一           | 曾我惠                     | 矢野康平、小笠原忧、降籏秀吉、佐藤好                                           | 7月21日       |
| 第4話  | 卡波耶拉狂想曲                                  | 後藤綠     | 鈴木健一           | 鈴木健一                   | 佐藤好、小笠原憂、光之園動畫、STUDIO MASSKET、4tune                            | 7月28日       |
| 第5話  | 傾盡所有的嘉年華音頭                            | 後藤綠     | 曾我惠             | 大石康之                   | 井上裕亮、田中未來、中山美雪、小野和美、小笠原憂、降簱秀吉                     | 8月4日        |
| 第6話  | ※不可以在溫泉跳啦啦操。                         | 綾奈由仁子 | 岩畑剛一           | 福井洋平                   | 矢野康平、小島明日香、降籏秀吉、Choi So-jeong、佐藤好、小林理                  | 8月11日       |
| 第7話  | 時尚×野蠻！                                     | 綾奈由仁子 | 梅津朋美           | 中嶋清人                   | 細山正樹、李起燮、Jumondou Seoul、Jumondou Wuxi                                | 8月18日       |
| 第8話  | 多麼繁忙的夏日 What a busy summer               | 後藤綠     | 梅津朋美           | 太田知章                   | 天野和子、choi so-jeoung、小野和美                                             | 8月25日       |
| 第9話  | 雨與加油                                        | 後藤綠     | 篠原俊哉           | 阿部百合子                 | 田中未來、小島明日香、衫光登、中山美雪、小笠原憂                               | 9月1日        |
| 第10話 | 上 加油 勝利 Go Fight Win                       | 後藤綠     | 岩畑剛一           | 粟井重紀                   | 壽門堂                                                                         | 9月8日        |
| 第11話 | 成為綠葉                                        | 後藤綠     | 谷口工作           | 長尾聰浩                   | 佐藤結花、Jumondou Soeul、Jumondou Wuxi                                        | 9月15日       |
| 第12話 | 成為繁花                                        | 綾奈由仁子 | 梅津朋美、柿本廣大 | 曾我惠、梅津朋美、柿本廣大 | 宮下雄次、小笠原憂、川崎玲奈、常盤健太郎、田中沙紀、佐藤好、光之園動畫、半扇門 | 9月22日       |

## BD
| 卷數 | 發行日期       | 收錄話數     | 規格編號  |
| ---- | -------------- | ------------ | --------- |
| 1    | 2024年10月30日 | 第1話—第4話  | DMPXA-395 |
| 2    | 2024年11月27日 | 第5話—第8話  | DMPXA-396 |
| 3    | 2024年12月18日 | 第9話—第12話 | DMPXA-397 |